# 虞姓
虞姓是漢姓之一，在《百家姓》排名第161位。

## 來源
虞姓主要來源有二：
- 源于妫姓，虞舜把天下禅让給夏禹，夏禹將虞城這一片地區分封給虞舜的儿子商均，成立虞国。商均後代不久後以“以国为氏”而姓虞。
- 源于姬姓，周太王次子仲雍的后裔虞仲被封于现山西省平陆县的东北，成立虞国，其後代也“以国为氏”。

## 郡望
- 濟陽郡：晉惠帝的時候將陳留郡的一部分劃出來，設置了濟陽郡。在今天的河南省蘭考縣一帶。
- 會稽郡：秦朝的時候設置。在今天的江蘇省東南部以及浙江省活上西部一帶。治所在吳縣，也就是今天的江蘇省蘇州市。
- 陳留郡：秦代設置陳留縣，漢代改設陳留郡。在今天的河南省開封地區。

## 堂號
- 五絕堂：源自唐太宗曾經誇讚虞世南：「德行絕好，忠直絕好，博學絕好，文詞絕好，書翰絕好。」一時傳為美談。

## 外部連結
[在维基数据编辑]
 《百家姓》
 《欽定古今圖書集成·明倫彙編·氏族典·虞姓部》，出自陈梦雷《古今圖書集成》